# Aphanogmus apicalis
Aphanogmus apicalis är en stekelart som beskrevs av Szelényi 1938. Aphanogmus apicalis ingår i släktet Aphanogmus och familjen pysslingsteklar. Inga underarter finns listade i Catalogue of Life.